# 8 septembre
Pour les articles homonymes, voir Huit-Septembre.
8 août 8 octobre
Chronologies thématiques
- Croisades
- Ferroviaires
- Sports
- Disney
- Anarchisme
- Catholicisme

Abréviations / Voir aussi
- (° 1852) = né en 1852
- († 1885) = mort en 1885
- a.s. = calendrier julien
- n.s. = calendrier grégorien
- Calendrier
- Calendrier perpétuel
- Liste de calendriers
- Naissances du jour

Le 8 septembre est le 251e jour de l'année du calendrier grégorien, 252e lorsqu'elle est bissextile (il en reste ensuite 114).
C'était généralement l'équivalent du 22 fructidor du calendrier républicain français, officiellement dénommé jour de la noisette.

## Événements

### VIIesiècle
- 617 : victoire de Li Yuan à la bataille de Huoyi pendant la transition des Sui aux Tang.

### VIIIesiècle
- 780 : début du règne de l'empereur byzantin Constantin VI.

### XIIIesiècle
- 1264 : publication de la Charte générale des libertés juives, par Boleslas le Pieux, duc de la Grande-Pologne.
- 1298 : bataille de Curzola.

### XIVesiècle
- 1303 : attentat d'Anagni.
- 1322 : bataille de Mühldorf.
- 1380 : bataille de Koulikovo.
- 1381 : une émeute aboutit au siège du conseil municipal de Béziers. Enfermés dans la maison commune par leurs concitoyens, les conseillers se réfugient dans la tour de la maison. L'incendie est porté dans la tour, et les conseillers meurent tous par le feu, ou en sautant de la tour sur la place[1].

### XVesiècle
- 1429 : attaque de Paris par Jeanne d'Arc, qui est une nouvelle fois blessée.

### XVIesiècle
- 1514 : bataille d'Orsha.
- 1551 : fondation de la ville de Vitória (Brésil).
- 1565 : les Ottomans sont contraints d'abandonner le Grand Siège de Malte.
- 1566 : fin du Siège de Szigetvár.

### XVIIesiècle
- 1612 : fondation de la ville de São Luís (Brésil).
- 1623 : Francesco Contarini devient le 95e doge de Venise.
- 1628 : bataille de la baie de Matanzas.
- 1636 : fondation de l'université Harvard, en Nouvelle-Angleterre (aux actuels États-Unis d'Amérique).

### XVIIIesiècle
- 1755 : bataille du lac George (guerre de la Conquête).
- 1756 : expédition Kittanning (guerre de la Conquête).
- 1760 : capitulation de Montréal face aux armées britanniques (guerre de la Conquête).
- 1761 : mariage du roi George III du Royaume-Uni, et de la duchesse Charlotte de Mecklembourg-Strelitz.
- 1775 : révolte des prêtres à Malte.
- 1781 : bataille de Eutaw Springs (guerre d'indépendance des États-Unis).
- 1793 : bataille d'Hondschoote (guerre de la Première Coalition), victoire des républicains sur les coalisés.
- 1794 : bataille de La Roullière pendant la guerre de Vendée.
- 1795 : bataille de La Cornuaille pendant la Chouannerie et prise de Düsseldorf pendant la guerre de la première coalition.
- 1796 : bataille de Bassano, victoire des Français face aux Autrichiens.
- 1798 : bataille de Ballinamuck, lors de la rébellion irlandaise de 1798.

### XIXesiècle
- 1831 :
  - prise de Varsovie (insurrection polonaise de novembre 1830).
  - Guillaume IV et Adélaïde de Saxe-Meiningen sont couronnés roi et reine du Royaume-Uni.
- 1847 : bataille de Molino del Rey.
- 1855 :
  - fin du siège de Sébastopol.
  - Patrice de Mac-Mahon prend la tour Malakoff, en Crimée.
- 1862 : inauguration du Millénaire de la Russie, monument en bronze situé dans le Kremlin de Novgorod.
- 1863 : seconde bataille de Sabine Pass (guerre de Sécession).
- 1895 : combat de Magul.

### XXesiècle
- 1917 : fin de la bataille de Marasesti (Première Guerre mondiale).
- 1925 : débarquement d'Alhucemas.
- 1926 : l'Allemagne adhère à la Société des Nations (jusqu'au 21 octobre 1933).
- 1933 : Ghazi Ier d'Irak devient le 2e roi d'Irak.
- 1935 : Huey Pierce Long, sénateur des États-Unis et gouverneur de Floride, est abattu dans le Capitole de l'État de Louisiane.
- 1941 : début du siège de Léningrad (Seconde Guerre mondiale).
- 1943 :
  - à la suite du bombardement partiel, par l'aviation alliée, de la prison de Plötzensee, 186 prisonniers sont pendus par groupes de huit, pour éviter les évasions.
  - L'armistice de Cassibile est rendu public. Le royaume d'Italie cesse ses hostilités vis-à-vis des Alliés. Les unités allemandes envahissent la péninsule italienne.
  - Début de la libération de la Corse.
- 1944 :
  - le premier missile allemand V2 est déployé.
  - Libération de Menton.
- 1951 : signature du traité de San Francisco, traité de paix avec le Japon.
- 1954 : création de l'Organisation du traité de l'Asie du Sud-Est (O.T.A.S.-E.).
- 1955 : résolution n°108, du Conseil de sécurité des Nations unies, concernant la question de la Palestine.
- 1961 : échec d'un attentat à la bombe contre de Gaulle, sur la route de Colombey, à Pont-sur-Seine.
- 1963 : adoption par référendum de la première constitution de l'Algérie.
- 1978 : vendredi noir (révolution iranienne), violente répression militaire contre des manifestants iraniens.
- 1982 : inauguration du Stade olympique d'Athènes par le président grec Konstantínos Karamanlís.
- 1984 : création de la province de Chepén, l'une des douze provinces de la région de La Libertad, au Pérou.
- 1991 :
  - réélection d'Ayaz Mütəllibov, président d'Azerbaïdjan.
  - déclaration de l'indépendance de la République de Macédoine.
- 1994 : une grande parade militaire pacifique des troupes alliées de Berlin y est organisée pour leur départ[2].

### XXIesiècle
- 2019 : en Russie, les élections dans plusieurs sujets, notamment à Moscou, Saint-Pétersbourg et en Crimée, ont lieu.
- 2021 : au Maroc, les islamistes du PJD au pouvoir, perdent les élections législatives au profit des partis monarchistes[3].
- 2022 : Mort de la reine Élisabeth II au château de Balmoral, après plus de 70 ans de règne. Charles III lui succède.

## Arts, culture et religion
- 654 : élection du 75e pape, Eugène Ier.
- 1221 : élection du 185e pape, Jean XXI.
- 1504 : inauguration officielle du David de Michel-Ange.
- 1873 : consécration de l'église de Notre-Dame de l'Osier, qui sera érigée en basilique mineure en 1924[4].
- 1923 : parution d'une nouvelle qui deviendra la première partie du roman Le Visage dans l'abîme, d'Abraham Merritt.
- 1926 : Paul Éluard, Capitale de la douleur[5]
- 1966 : lancement de Star Trek sur N.B.C.
- 1986 : première diffusion de la série télévisée d'animation franco-américano-japonaise Les Popples.
- 1991 : dernière diffusion de L'Académie des neuf, sur Antenne 2, en France.
- 1994 : première diffusion, aux États-Unis, de la série New York Undercover.
- 1997 :
  - dernière représentation de Light Magic, parade nocturne présentée à Disneyland.
  - diffusion du premier épisode de la série américaine Ally McBeal[6].
- 1999 : première projection du film Luna Papa, à la Mostra de Venise.
- 2000 : sortie européenne du jeu Tenchu 2: Birth of the Stealth Assassins.
- 2002 : première diffusion française de la série Boston Public.
- 2003 : sortie en Grande-Bretagne du premier EP du groupe de rock indépendant Franz Ferdinand, Darts of Pleasure.
- 2005 :
  - première mondiale, au Festival du cinéma américain de Deauville, du film Goal !
  - sortie du film Water, dernier volet de la trilogie initiée par le film Fire, et poursuivie par Earth.
- 2006 :
  - fondation, par la Congrégation pour le clergé, de l'Institut du Bon-Pasteur, une société de vie apostolique de droit pontifical.
  - Sortie européenne du jeu Ultimate Ghosts'n Goblins.
- 2007 :
  - premiers matchs de la Coupe du monde de rugby à XV 2007.
  - première projection du film Les Promesses de l'ombre, lors du Festival international du film de Toronto.
  - première diffusion française de la série Lovespring International.
- 2009 : sortie du jeu Ultima Online: Stygian Abyss, la huitième extension du MMORPG Ultima Online.
- 2010 : création du concerto pour clarinette D'OM LE VRAI SENS, de la compositrice Kaija Saariaho, à la Maison Finlandia.
- 2011 : sortie du manga Tokyo Ghoul.

## Sciences et techniques
- 1901 : découverte de la grotte des Combarelles.
- 1907 : August Kopff découvre l'astéroïde (643) Schéhérazade.
- 1913 : Franz Kaiser découvre (761) Brendelia, un astéroïde de la ceinture principale.
- 1915 : Sergueï Beljawsky découvre l'astéroïde (812) Adèle.
- 1932 : Eugène Joseph Delporte découvre (1707) Chantal, un astéroïde de la ceinture principale.
- 1940 : Marcel Ravidat découvre la grotte de Lascaux, sur la commune de Montignac, en Dordogne (Aquitaine).
- 1967 : lancement de Surveyor 5.

## Économie et société
- 1888 : découverte du corps d'Annie Chapman, seconde victime de Jack l'Éventreur.
- 1900 : l'ouragan de Galveston fait entre 6 000 et 12 000 victimes, au Texas.
- 1923 : catastrophe de Honda Point. Sept destroyers américains s'échouent au nord du canal de Santa Barbara.
- 1944 : le paquebot transatlantique italien Rex coule quatre jours après avoir été attaqué par les avions de la Royal Air Force (RAF).
- 1965 : écrasement du Balzac V, prototype d'aéronef à décollage et atterrissage verticaux de Dassault Aviation et Sud-Aviation.
- 1974 : l'écrasement du vol 841 TWA (en) fait 88 morts.
- 1989 : l'écrasement du vol 394 Partnair fait 55 morts.
- 1994 : l'écrasement du vol 427 USAir fait 132 morts.
- 1997 : l'accident ferroviaire de Port-Sainte-Foy fait 13 morts et 43 blessés, dont 10 gravement brûlés.
- 2004 : écrasement de la sonde spatiale Genesis.
- 2008 : Roger Federer remporte pour la cinquième fois consécutive l'US Open de tennis. Grâce à cette victoire, il devient le seul joueur de l'histoire à avoir remporté cinq fois de suite deux des quatre tournois du Grand Chelem.
- 2023 : au Maroc, dans la région de Marrakech-Safi, un séisme d'une magnitude proche de 7 fait plus de 2 900 morts et 5530 blessés[7].
- 2024 : en France,  la cérémonie de clôture des Jeux paralympiques d'été a lieu au Stade de France, à Saint-Denis[8].

## Naissances

### VIIesiècle
- 685 : Tang Xuanzong, empereur de la dynastie Tang dont le règne (43 ans) est l'un des plus longs de l'histoire de Chine († 3 mai 762).

### IXesiècle
- 801 : Anschaire de Brême, homme d'Église, archevêque de Hambourg et évêque de Brême († 3 février 865).
- 828 : Ali al-Hadi, dixième des Douze Imams († 1er juillet 868).

### XIIesiècle
- 1157 : Richard Ier « Cœur de Lion », roi d'Angleterre de 1189 à 1199 († 6 avril 1199).

### XIIIesiècle
- 1207 : Sanche II dit « Le Pieux », roi de Portugal de 1223 à 1248 († 4 janvier 1248).
- 1271 : Charles Martel de Hongrie, roi de Hongrie († 12 août 1295).

### XIVesiècle
- 1380 : Bernardin de Sienne, « apôtre de l'Italie » († 20 mai 1444).

### XVesiècle
- 1442 : John de Vere, noble et militaire anglais († 10 mars 1513).
- 1474 : Ludovico Ariosto, poète italien († 6 juillet 1533).
- 1497 : Wolfgang Musculus, théologien réformateur lorrain († 30 août 1563).

### XVIesiècle
- 1515 : Alfonso Salmeron, prêtre jésuite espagnol, un des six premiers compagnons d'Ignace de Loyola († 12 février 1585).
- 1584 : Grégoire de Saint-Vincent, jésuite belge († 27 janvier 1667).
- 1588 : Marin Mersenne, religieux français appartenant à l'ordre des minimes († 1er septembre 1648).
- 1591 : Angélique Arnauld, religieuse française († 6 août 1661).

### XVIIesiècle
- 1611 : Johann Friedrich Gronovius, critique, bibliothécaire et latiniste allemand († 28 décembre 1671).
- 1613 : Henri Albert de La Grange d'Arquien, aristocrate français († 24 mai 1707).
- 1621 : Louis II de Bourbon-Condé, prince royal français († 11 décembre 1686).
- 1624 : Murâd Baksh, Grand Moghol d’Inde († 14 décembre 1661).
- 1633 : 
  - Ferdinand IV du Saint-Empire, roi de Bohême de 1646 à 1654, de Hongrie de 1647 à 1654 et des Romains de 1653 à 1654 († 9 juillet 1654).
  - Giovanni Clericato, théologien italien († 29 décembre 1717).
- 1671 : Pierre Polinière, médecin français († 9 février 1734).
- 1672 : Nicolas de Grigny, organiste et compositeur français († 30 novembre 1703).
- 1697 : Alexander Monro, médecin britannique († 10 juillet 1767).
- 1699 : Jean Thurel, militaire et centenaire français († 10 mars 1807).

### XVIIIesiècle
- 1718 : Joseph Coulon de Villiers, officier militaire canadien français († 28 mai 1754).
- 1738 : Philippe Charles Jean Baptiste Tronson du Coudray, militaire français († 11 septembre 1777).
- 1742 : Ozias Humphry, peintre, portraitiste et miniaturiste britannique († 9 mars 1810).
- 1749 :
  - Madame de Lamballe, aristocrate française († 3 septembre 1792).
  - Gabrielle de Polastron, duchesse de Polignac, aristocrate française († 5 décembre 1793).
- 1750 : Tanikaze Kajinosuke, lutteur sumo, 4e yokozuna et premier à recevoir ce titre de son vivant († 27 février 1795).
- 1752 : Anne Louis Henri de La Fare, prélat français († 11 décembre 1829).
- 1755 : James Graham, noble et homme d'État écossais († 30 décembre 1836).
- 1767 : Auguste Schlegel, un écrivain, poète, philosophe, critique, orientaliste et traducteur allemand († 12 mai 1845).
- 1768 : Josefa Ortiz de Domínguez dite La Corregidora, figure de la guerre d'indépendance du Mexique († 2 mars 1829).
- 1774 : Anna Katharina Emmerick, religieuse et mystique allemande († 9 février 1824).
- 1779 : Moustapha IV, sultan de l'Empire ottoman († 15 novembre 1808).
- 1783 :
  - Nikolai Frederik Severin Grundtvig, pasteur luthérien, écrivain, poète, linguiste, historien, et pédagogue danois († 2 septembre 1872).
  - August Friedrich Schweigger, médecin allemand († 20 juin 1821).
- 1791 : Martin Goihetxe, écrivain et prêtre basque († 12 juin 1859).

### XIXesiècle
- 1803 : Léon Faucher, journaliste et économiste français, ministre de l'Intérieur et chef du gouvernement de facto sous la IIe République française († 14 décembre 1854).
- 1804 :
  - Franz de Champagny, historien français, († 4 mai 1882).
  - Eduard Mörike, écrivain allemand († 4 mars 1875).
- 1806 : Plantagenet Cary (11e vicomte Falkland), amiral britannique († 1er février 1886).
- 1808 : Wendela Hebbe, écrivain et première femme journaliste professionnelle suédoise († 27 août 1899).
- 1814 : Charles Étienne Brasseur de Bourbourg, missionnaire français († 8 janvier 1874).
- 1820 : Pierre Adt, homme politique français († 10 avril 1900).
- 1822 : Alexandre Joseph Josquin, peintre français († 4 octobre 1876).
- 1824 : Jaime Nunó, compositeur espagnol († 18 juillet 1908).
- 1828 : Joshua Lawrence Chamberlain, homme politique et général américain, gouverneur du Maine de 1867 à 1871 († 24 février 1914).
- 1830 : Frédéric Mistral, homme de lettres français, prix Nobel de littérature en 1904 († 25 mars 1914).
- 1831 : Wilhelm Raabe, écrivain allemand († 15 novembre 1910).
- 1839 : Gregorio Luperón, général, révolutionnaire et homme politique dominicain, président provisoire de la République dominicaine de 1879 à 1880 († 21 mai 1897).
- 1841 :
  - Antonín Dvořák, compositeur tchèque († 1er mai 1904).
  - Charles J. Guiteau, assassin du président américain James A. Garfield († 30 juin 1882).
- 1852 : Kojong, 26e roi de la dynastie Joseon et premier empereur de la Corée († 21 janvier 1919).
- 1854 : Elzéar Delamarre, prêtre catholique canadien († 21 avril 1925).
- 1857 : Georg Michaelis, homme politique allemand, chancelier de juillet à octobre 1917 († 24 juillet 1936).
- 1858 :
  - William Abbott Herdman, naturaliste britannique († 21 juillet 1924).
  - Thomas Steel, chimiste et naturaliste amateur écossais († 17 août 1925).
- 1862 : Célestin Hennion, préfet de police français († 14 mars 1915).
- 1863 : Marie du Divin Cœur, noble allemande et religieuse de la Congrégation de Notre-Dame de Charité du Bon-Pasteur († 8 juin 1899).
- 1864 :
  - Leonard Trelawny Hobhouse, sociologue britannique († 21 juin 1929).
  - Abraham Isaac Kook, rabbin letton († 1er septembre 1935).
  - Jakob von Uexküll, biologiste allemand († 25 juillet 1944).
- 1866 : Amalia Puga de Losada, femme de lettres péruvienne († 20 septembre 1963).
- 1867 : Alexandre Parvus, révolutionnaire et homme politique russe et social-démocrate allemand († 12 décembre 1924).
- 1869 : José María Pino Suárez, homme politique mexicain, Vice-Président du Mexique de 1911 à 1913(† 22 février 1913).
- 1873 :
  - Alfred Jarry, homme de lettres français († 1er novembre 1907).
  - David O. McKay, 9e président de l'Église de Jésus-Christ des saints des derniers jours († 18 janvier 1970).
- 1874 : Tom Murray, acteur américain, le « méchant » de "La ruée vers l'or" († 27 août 1935).
- 1881 :
  - Franz Hellens, romancier belge († 20 janvier 1972).
  - Harry Hillman, athlète américain triple champion olympique († 9 août 1945).
  - Refik Saydam, homme politique turc, 5e premier ministre de la Turquie († 8 juillet 1942).
- 1882 : Alberto Vojtěch Frič, ethnographe, voyageur, botaniste et écrivain tchèque († 4 décembre 1944).
- 1883 : Théodore Pilette, pilote automobile belge de voitures de course († 3 mai 1921).
- 1886 :
  - Siegfried Loraine Sassoon, poète et écrivain anglais († 1er septembre 1967).
  - Ninon Vallin, cantatrice française († 22 novembre 1961).
- 1889 : Robert Taft, homme politique américain († 31 juillet 1953).
- 1891 : Pierre Dubreuil, peintre français († 17 février 1970).
- 1892 : Natividad Almeda-López, féministe et magistrate philippine († 22 janvier 1977).
- 1893 : Teresa Wilms Montt, écrivaine et poétesse chilienne († 24 décembre 1921).
- 1894 :
  - John Samuel Bourque, homme politique québécois († 5 mars 1974).
  - Willem Pijper, critique musical, professeur et compositeur néerlandais († 18 mars 1947).
- 1895 : Sara García, actrice mexicaine surnommée « la grand-mère du cinéma mexicain » († 21 novembre 1980).
- 1896 : Howard Dietz, parolier et directeur de studio de cinéma américain († 30 juillet 1983).
- 1897 :
  - René Moreau, soldat français, dernier poilu de la Charente († 26 octobre 2005).
  - Jimmie Rodgers (James Charles Rodgers dit), chanteur américain († 26 mai 1933).
  - Xavier Eluère, boxeur poids lourd français, médaillé olympique († 5 février 1967).
- 1899 : May McAvoy, actrice américaine († 26 avril 1984).
- 1900 :
  - Raymond Isidore, architecte naïf français († 7 septembre 1964).
  - Jean-Lucien Jazarin, judoka français († 5 juin 1982)[9].

### XXesiècle
- 1901 :
  - Harold Connolly journaliste et homme politique néo-écossais († 17 mai 1980).
  - Milly Mathis (Émilienne Tomasini dite), actrice française († 30 mars 1965).
  - Jacques Perret, écrivain français († 10 décembre 1992).
  - Hendrik Verwoerd, homme politique sud-africain, premier ministre d'Afrique du Sud de 1958 à 1966 († 6 septembre 1966).
- 1903 : Bernard Lafay, homme politique français, ministre, secrétaire d'État et sénateur († 13 février 1977).
- 1904 : R. G. Springsteen, réalisateur, scénariste et producteur américain († 9 décembre 1989).
- 1905 : Henry Wilcoxon, acteur et producteur dominicain († 6 mars 1984).
- 1906 :
  - Andreï Kirilenko, homme politique russe († 12 mai 1990).
  - Emilia Rotter, patineuse artistique hongroise († 28 janvier 2003).
  - Denis de Rougemont, écrivain et philosophe suisse († 6 décembre 1985).
- 1907 : Philip Arthur Fisher, écrivain et investisseur américain († 11 mars 2004).
- 1908 :
  - Luc Étienne, écrivain français († 27 novembre 1984).
  - Knut Fridell, lutteur suédois, champion olympique († 3 février 1992).
- 1910 :
  - Jean-Louis Barrault, acteur et metteur en scène français († 22 janvier 1994).
  - Lewis Clive, champion olympique d'aviron et homme politique britannique († 28 juillet 1938).
- 1912 :
  - Alexander Mackendrick, réalisateur britannique († 22 décembre 1993).
  - Marie-Dominique Philippe, religieux français dominicain († 26 août 2006).
- 1913 : Mary Carew, athlète américaine, championne olympique du 4 × 100 m en 1932 († 12 juillet 2002).
- 1914 :
  - Dimitri Ier de Constantinople, patriarche de Constantinople († 2 octobre 1991).
  - Denys Lasdun, architecte anglais († 11 janvier 2001).
- 1915 :
  - Frank Cady, acteur américain († 8 juin 2012).
  - Benoît Lacroix, dominicain, théologien, philosophe et professeur québécois († 2 mars 2016).
  - Manuel Tuñón de Lara, historien et professeur d'université espagnol († 25 janvier 1997).
- 1916 : Paul Lorrain, physicien canadien († 29 juin 2006).
- 1918 : Derek Harold Richard Barton, chimiste britannique, prix Nobel de chimie en 1969 († 16 mars 1998).
- 1919 :
  - Gianni Brera, écrivain et journaliste italien († 19 décembre 1992).
  - Wolf C. Hartwig, producteur cinématographique allemand († 18 décembre 2017).
  - Maria Lassnig, artiste autrichienne († 6 mai 2014).
- 1920 :
  - Raoul Curet, acteur français († 29 décembre 2016).
  - Maurice Laval, journaliste français († 31 octobre 2019).
  - Madeleine Rebérioux, historienne française († 7 février 2005).
- 1921 :
  - Edgard Mathot, footballeur belge.
  - Victor Razafimahatratra, prélat malgache († 6 octobre 1993).
  - Harry Secombe, artiste et animateur gallois († 11 avril 2001).
- 1922 :
  - Sid Caesar, compositeur américain († 12 février 2014).
  - Lyndon LaRouche, homme politique américain († 12 février 2019).
- 1923 :
  - François Chaumette, acteur français († 27 février 1996).
  - Rassoul Gamzatov, poète avar et homme politique daghestanais et soviétique († 3 novembre 2003).
- 1924 :
  - Wendell H. Ford, homme politique américain († 22 janvier 2015).
  - Marie-Claire Kirkland-Casgrain, femme politique et juge canadienne († 24 mars 2016).
  - Ralph Messac, journaliste et avocat français († 17 avril 1999).
  - Grace Metalious, romancière américaine († 25 février 1964).
  - Mimi Parent (Marie Florence Parent dite), peintre canadienne († 14 juin 2005).
- 1925 :
  - Jacqueline Ceballos, militante féministe américaine.
  - Raymond Espagnac, sénateur français de la Ve République († 13 novembre 2003).
  - Peter Sellers, réalisateur, acteur, scénariste britannique († 24 juillet 1980).
- 1926 :
  - Yoshio Inoue, réalisateur et scénariste japonais.
  - Sergio Pininfarina, designer, homme politique et président de Pininfarina SpA († 3 juillet 2012).
  - Nina Tamarina, entomologiste russe et soviétique († 11 juillet 2018).
- 1927 : Harlan Howard, compositeur américain († 3 mars 2002).
- 1928 : Jacques Ozouf, historien français († 29 juillet 2006).
- 1929 : Christoph von Dohnanyi, chef d'orchestre allemand.
- 1930 :
  - Mario Adorf, acteur d'origine suisse.
  - Jeannette Altwegg, patineuse artistique britannique († 18 juin 2021).
  - Nguyễn Cao Kỳ, militaire et homme politique vietnamien († 23 juillet 2011).
  - Árpád Pusztai, biochimiste hongrois († 17 décembre 2021).
  - Carl-Gunnar Sundin, kayakiste suédois.
- 1932 :
  - Pierre Audoin, homme d'affaires français († 10 janvier 2018).
  - Patsy Cline (Virginia Patterson Hensley dite), chanteuse américaine († 5 mars 1963).
  - Albert Poulain, dessinateur français, conteur en gallo brétillien († 6 octobre 2015).
- 1933 :
  - Asha Bhosle, chanteuse indienne.
  - Michael Frayn, dramaturge et romancier anglais.
  - Bob Garretson, pilote automobile américain.
  - Maigonis Valdmanis, joueur soviétique de basket-ball († 30 octobre 1999).
  - Marcel Vonlanden, footballeur suisse.
  - Marian Więckowski, cycliste polonais († 17 juillet 2020).
- 1934 :
  - Rodrigue Biron, homme politique canadien.
  - Ross Brown, joueur néo-zélandais de rugby à XV († 20 mai 2014).
  - Peter Maxwell Davies, compositeur et chef d'orchestre anglais († 14 mars 2016).
  - Jacques Lanxade, amiral français.
  - Guitar Shorty (David William Kearney dit), guitariste de blues américain († 20 avril 2022).
- 1935 :
  - Lucien Attoun, metteur en scène et directeur de théâtre français.
  - Friedrich Baumbach, joueur d'échecs allemand.
  - Teddy Mayer, directeur d'écurie de sport automobile († 30 janvier 2009).
  - Ruggero Maria Santilli, physicien italo-américain.
  - William Vance, dessinateur et scénariste belge de bande dessinée († 14 mai 2018).
- 1936 : Michel Grimard, homme politique français.
- 1937 :
  - Edna Adan Ismail, personnalité politique somalienne.
  - Cüneyt Arkın, actrice turque († 28 juin 2022).
  - Barbara Frum, journaliste et animatrice canadienne († 26 mars 1992).
  - Archie Goodwin, dessinateur, scénariste et éditeur américain de comics († 1er mars 1998).
  - Josef Panáček, tireur sportif tchécoslovaque († 5 avril 2022).
  - Janine Tavernier, personnalité de la vie civile et politique française.
  - Willy De Waele, homme politique belge.
  - Les Wexner, entrepreneur américain.
- 1938 :
  - Wolfgang Bötsch, homme politique allemand († 14 octobre 2017).
  - Adrian Cronauer, sergent de l'US Air Force et animateur de radio ayant inspiré le film Good Morning, Vietnam († 18 juillet 2018).
  - Antoine Groschulski, footballeur franco-polonais († 31 juillet 2018).
  - Michel Guillou, physicien français († 21 février 2018).
  - Reinbert de Leeuw, chef d'orchestre néerlandais († 14 février 2020).
  - Sam Nunn, homme politique américain.
- 1939 :
  - Alain Dessons, footballeur français.
  - Michel Roche, cavalier français champion olympique († 11 juin 2004).
  - Jacques Sojcher, écrivain belge francophone.
  - Ralph L. Thomas, producteur, réalisateur et scénariste canadien.
- 1940 :
  - Gilberto Aristízabal, arbitre colombien de football († 2 juin 2016).
  - Daniel Constantin, haut fonctionnaire français.
  - Quentin L. Cook, apôtre de l’Église de Jésus-Christ des saints des derniers jours.
  - Dacos (Guy-Henri Dacos dit), graveur liégeois († 14 juin 2012).
  - Altero Matteoli, homme politique italien († 18 décembre 2017).
  - Philippe Rouleau, acteur français d'origine franco-belge († 16 novembre 2009).
- 1941 :
  - Christopher Connelly, acteur américain († 7 décembre 1988).
  - Eulalio Ávila, joueur mexicain de basket-ball.
  - Antonio Cardillo, footballeur italien.
  - Claude Royet-Journoud, poète français.
  - Yves Saint-Martin, jockey français.
  - Bernie Sanders, homme politique américain.
  - Jean-Yves Saunier, prêtre catholique français.
- 1942 :
  - Gerd Backhaus, footballeur allemand.
  - Brian Cole (en), bassiste américain du groupe The Association († 2 août 1972).
  - Michel Renouard, romancier français.
  - Želimir Žilnik, réalisateur et scénariste serbe.
- 1943 :
  - Jean-Michel Beau, gendarme français († 23 avril 2020).
  - Alain Bergala, critique de cinéma, essayiste, scénariste et réalisateur français.
  - Anne Claire (Marianne Allard dite), peintre belge.
  - Luciano Dalla Bona, coureur cycliste italien.
  - Horst Koschka, biathlète allemand.
  - Wolfgang Nestler, sculpteur allemand.
  - Hans Roordink, footballeur néerlandais.
  - Gérard Roujas, homme politique français.
  - Alvy Ray Smith, ingénieur américain.
- 1944 :
  - Ali Benflis, homme politique algérien.
  - David Phillips, climatologue canadien.
- 1945 :
  - Bob Bjornerud, homme politique canadien.
  - Klaus Böger, homme politique allemand.
  - Baudouin Bollaert, journaliste français.
  - Kelly Groucutt, chanteur et bassiste anglais († 19 février 2009).
  - María Eugenia Guzmán, joueuse équatorienne de tennis.
  - Willard Huyck, cinéaste américain.
  - Jacques Largouët, footballeur français.
  - Ron « Pigpen » McKernan, musicien américain du groupe Grateful Dead († 8 mars 1973).
  - Vinko Puljic, prélat bosniaque.
  - Rogatien Vachon, hockeyeur canadien.
- 1946 :
  - Alexandre Avdeïev, diplomate russe.
  - Alain Cardon, mathématicien français.
  - Dragoljub Davidović, homme politique bosnien.
  - Ken Forsch, joueur américain de baseball.
  - L. C. Greenwood, joueur américain de football américain († 29 septembre 2013).
  - Krzysztof Krawczyk, chanteur et compositeur polonais.
  - Michel Lator, footballeur français.
  - Aziz Sancar, chimiste turc.
  - Mark Starowicz, producteur canadien.
  - Jacques Thomet, journaliste et essayiste français.
  - Jean-François Vaucher, organiste suisse.
- 1947 :
  - Valeri Afanassiev, pianiste et romancier russe.
  - Halldór Ásgrímsson, homme politique islandais, premier ministre d'Islande de 2004 à 2006 († 18 mai 2015).
  - Ann Beattie, romancière américaine.
  - Amos Biwott, athlète kényan.
  - Rémi Brague, philosophe français.
  - Marc Davis, astronome et astrophysicien américain.
  - Frank Ganzera, footballeur allemand.
  - Pierre Kompany, homme politique belge.
  - Jean-Michel Larqué, footballeur et consultant français.
  - Diego López Garrido, homme politique espagnol.
  - Adam Niemiec, joueur polonais de basket-ball.
  - Benjamin Orr, musicien et chanteur américain du groupe The Cars († 3 octobre 2000).
  - Claudio Sala, joueur et entraîneur italien de football.
- 1948 :
  - Lynn Abbey, romancière américaine.
  - Michel Buzzi, auteur-compositeur-interprète suisse.
  - Andrzej Kapiszewski, sociologue et diplomate polonais († 5 mai 2007).
  - Nicole Lambert, auteure de bande dessinée française.
  - Jean-Pierre Monseré, coureur cycliste belge († 15 mars 1971).
  - Stephen Owen, homme politique canadien.
  - Amilcar Spencer Lopes, homme politique capverdien.
- 1949 :
  - Mikko Heikkinen architecte finlandais.
  - Justine Mintsa, femme de lettres gabonaise.
  - Tangata Mouauri Vavia, homme politique néozélandais.
  - René Séguier, joueur français de rugby à XV.
- 1950 :
  - Dominique Duvivier, illusionniste français.
  - Christiane Lillio, mannequin française.
  - Léa Pool, réalisatrice, scénariste et productrice québécoise.
  - Jerzy Radziwilowicz, acteur polonais.
  - Zachary Richard, chanteur américain.
  - Mike Simpson, homme politique américain.
  - Naoki Tatsuta seiyū japonais.
- 1951 :
  - Robert Belfiore, écrivain français.
  - Franciszek Gagor, général polonais († 10 avril 2010).
  - Jean Guisnel, journaliste français.
  - Tim († 3 mai 1996), et
  - Tom Gullikson, tous deux frères jumeaux américains joueurs de tennis.
  - John McDonnell, homme politique britannique.
  - Béla Markó, homme politique roumain.
  - Daniel Meilleur, metteur en scène québécois.
  - Dezső Ránki, pianiste hongrois.
- 1952 :
  - Sue Barnes, femme politique canadienne.
  - Vincent Bouvier, haut fonctionnaire français.
  - Robin Crutchfield, artiste américain.
  - David Richard Ellis, réalisateur américain († 7 janvier 2013).
  - Rod Frawley, joueur australien de tennis.
  - Gregório Freixo, footballeur portugais.
  - Will Lee, bassiste américain.
  - Graham Mourie, joueur néozélandais de rugby à XV.
  - Ed O'Neil, joueur et entraineur américain de football américain.
  - François Sangalli, joueur français de rugby à XV.
- 1953 :
  - Juozas Bernatonis, homme politique lituanien.
  - Sylvain Bursztejn, producteur français de cinéma.
  - Nikolay Kolesnikov, athlète soviétique.
  - Akira Nishimura, compositeur et chef d'orchestre japonais.
  - Margo Oberg, surfeuse américaine.
  - Stu Ungar, joueur professionnel de poker et de gin rami († 22 novembre 1998).
- 1954 :
  - Ruby Bridges, femme américaine, première enfant noire à intégrer une école pour enfants blancs.
  - Paul Bulcke, homme d'affaires belge.
  - Mark Lindsay Chapman, acteur britannique.
  - Joe Cipriano, acteur américain.
  - Mark Foley, homme politique américain.
  - Pascal Greggory, acteur français.
  - Johan Harmenberg, escrimeur suédois.
  - Guy Lecorne, monteur français.
  - Raymond T. Odierno, général américain.
  - Radoslav Pavlović, écrivain serbe.
  - Michael Shermer, écrivain scientifique américain.
  - Yórgos Toússas, homme politique grec.
  - Ivo Watts-Russell, producteur de musique britannique.
- 1955 :
  - David Carson, graphiste et designer américain.
  - Olivia Dutron, actrice française.
  - Valéri Guérassimov, général russe.
  - Frédéric Manoukian, musicien français.
- 1956 :
  - Maurice Cheeks, joueur américain de basket-ball.
  - Stefan Johansson, pilote automobile suédois.
  - Marie-Claire Mezerette, directrice de programme.
  - Pierre Morange, homme politique français.
  - Jacky Munaron, footballeur belge.
  - Julian Richings, acteur britannique.
  - Gabrielle Scharnitzky, actrice allemande.
  - Ronnie Screwvala, homme d'affaires indien.
  - Frank Tovey, musicien britannique († 3 avril 2002).
  - Aleksandr Yatsevich, athlète russe.
- 1957 :
  - Joe Bocan, chanteuse canadienne.
  - Lara Cody, actrice américaine.
  - Oleksandr Iakovliev, athlète ukrainien.
  - Ricardo Montaner, compositeur et chanteur vénézuéliano-argentin.
  - Heather Thomas, actrice américaine.
- 1958 :
  - Jean-Michel Aphatie, journaliste français.
  - Mladen Kašić, joueur et entraineur croate de volley-ball.
  - David Lewis (en), chanteur, guitariste et compositeur américain du groupe Atlantic Starr (en).
  - Sergueï Smaguine, joueur d'échecs russe.
  - Sonja Smits, actrice canadienne.
  - Jakob Stark, homme politique suisse.
  - Muriel Teodori, psychanalyste et réalisatrice française.
  - Louise Vallance, actrice canadienne.
  - Philippe Vuillemin, dessinateur de bande dessinée français.
- 1959 :
  - Carmen Campagne, chanteuse canadienne († 4 juillet 2018).
  - Véronique Delbourg, actrice française.
  - Mary Kerry Kennedy, militante américaine des droits de l'homme.
  - Christof-Sebastian Klitz, homme d'affaires allemand.
  - Judy Murray, joueuse britannique de tennis.
  - Daler Nazarov, musicien tadjik.
  - Larry Spriggs, joueur de basket-ball américain.
- 1960 :
  - Stefano Casiraghi, homme d'affaires monégasque, époux de Caroline de Monaco († 3 octobre 1990).
  - Alexi Grewal, coureur cycliste sur route américain, champion olympique.
  - Aimee Mann, chanteuse et musicienne américaine.
  - Antoine Richard, athlète français spécialiste du sprint, médaillé olympique.
  - David Steele (en), musicien anglais des groupes The Beat et Fine Young Cannibals.
  - Aguri Suzuki, pilote automobile japonais.
  - Didier Varrod, journaliste, animateur de radio et de télévision français.
- 1961 : Didier Arnal, homme politique français.
- 1962 :
  - Sergio Casal, joueur de tennis espagnol.
  - Jean-Félix Lalanne, musicien français.
- 1963 :
  - Alexandros Alexiou, footballeur grec.
  - Li Ning, gymnaste chinois triple champion olympique.
  - Brad Silberling, réalisateur, producteur et scénariste américain.
  - David Lee Smith, acteur américain.
  - Herbert Waas, footballeur allemand.
  - Susanne Wiberg-Gunnarsson, kayakiste suédoise, championne olympique.
- 1964 :
  - Joachim Nielsen rockeur norvégien († 17 octobre 2000).
  - Victor Ubogu, joueur nigérien de rugby à XV.
- 1966 :
  - Carola (Carola Häggkvist dite), chanteuse suédoise.
  - Joël Legendre, acteur et animateur canadien.
  - Rochelle Stevens, athlète américaine spécialiste du 400 m, championne olympique.
  - Louise Vallance, actrice canadienne.
- 1967 : Shin Takahashi (高橋 しん), dessinateur japonais de manga.
- 1968 :
  - Roberto Di Donna, tireur sportif italien champion olympique.
  - Eusebio Di Francesco, footballeur et entraîneur italien.
  - « Litri » (Miguel Báez Spínola dit), matador espagnol.
  - Ray Wilson, chanteur et musicien écossais.
- 1969 :
  - Lars Bohinen, footballeur norvégien.
  - Petter Hegre, photographe norvégien.
  - Oswaldo Ibarra, footballeur équatorien.
  - Kimberly Peirce, réalisatrice américaine de cinéma.
  - Chris Powell, footballeur anglais reconverti en entraîneur.
  - Gary Speed, footballeur gallois reconverti en entraîneur († 27 novembre 2011).
- 1970 :
  - Neko Case, chanteuse américaine de country alternative.
  - Paul DiPietro, hockeyeur canadien.
  - Nidal Malik Hasan, ancien psychiatre de l'armée des États-Unis, auteur d'une fusillade à Fort-Hood.
  - Latrell Sprewell, joueur américain de basket-ball.
  - Andy Ward, joueur néo-zélandais de rugby à XV.
  - Clarence Weatherspoon, basketteur américain.
  - John Welborn, joueur australien de rugby à XV.
  - Tymur Taymazov, haltérophile ukrainien, champion olympique.
- 1971 :
  - David Arquette, acteur américain.
  - Vico C (Luis Armando Lozada Cruz dit), rappeur portoricain.
  - Martin Freeman, acteur britannique.
  - Lachlan Murdoch, acteur canadien.
  - Dustin O'Halloran, compositeur et pianiste américain.
  - Daniel Petrov, boxeur bulgare, champion olympique.
  - Pierre Sévigny (en), hockeyeur professionnel québécois.
  - Richie Spice, chanteur de reggae jamaïcain.
  - Julien Bobroff, physicien français.
- 1972 :
  - Markus Babbel, footballeur international allemand.
  - Lisa Kennedy Montgomery, actrice américaine.
  - Os du Randt, joueur de rugby sud-africain.
  - Tomokazu Seki (関 智一), seiyū japonais.
- 1973 :
  - Khamis al-Owairan, footballeur saoudien.
  - Troy Sanders (en), bassiste américain.
  - María Eugenia Vidal, femme politique argentine.
- 1974 :
  - Mários Agathokléous, footballeur chypriote.
  - Braulio Luna, footballeur mexicain.
  - Simon Raiwalui, joueur néo-zélandais de rugby à XV.
  - Olivier Rambo, footballeur français.
  - Gérald Thomassin, acteur français.
  - Alekseï Petrov, haltérophile russe, champion olympique.
- 1975 :
  - Mario Bazina, footballeur croate.
  - Lee Eul-yong, footballeur sud-coréen.
  - Chris Latham, joueur australien de rugby à XV.
  - Elena Likhovtseva, joueuse de tennis russe.
  - Larenz Tate, acteur américain.
- 1976 :
  - Jervis Drummond, footballeur costaricien.
  - Sjeng Schalken, joueur de tennis néerlandais.
- 1977 : Jay McKee, joueur canadien de hockey sur glace.
- 1978 :
  - Galo Álvarez, joueur argentin de rugby à XV.
  - Gerard Autet Serrabasa, footballeur espagnol.
  - Gil Meche, joueur américain de base-ball.
  - Alicia Rhodes, actrice de films pornographiques britannique.
- 1979 :
  - Péter Lékó, joueur d'échecs hongrois.
  - Pink (Alecia Beth Moore dite), chanteuse américaine.
- 1980 :
  - Mbulaeni Mulaudzi, athlète sud-africain († 24 octobre 2014).
  - Neferteri Shepherd, modèle et actrice afro-américaine.
- 1981 :
  - Kate Abdo, journaliste britannique.
  - Selim Benachour, footballeur franco-tunisien.
  - Morten Gamst Pedersen, footballeur norvégien.
  - Māris Ļaksa, joueur letton de basket-ball.
  - Teruyuki Moniwa, footballeur japonais.
  - Jonathan Taylor Thomas, acteur et producteur américain.
  - Amélie Veille, auteure-compositrice et interprète québécoise.
  - Ashwin Willemse, joueur sud-africain de rugby à XV.
  - Karim Duval, humoriste français.
- 1983 :
  - Kate Beaton, auteure canadienne de bande dessinée.
  - Diego Benaglio, footballeur suisse.
  - Will Blalock, joueur américain de basket-ball.
  - Chris Judd, joueur australien de football australien.
- 1984 :
  - Bobby Parnell, joueur américain de baseball.
  - Vitaly Petrov (Вита́лий Алекса́ндрович Петро́в), pilote automobile russe.
  - Jürgen Säumel, footballeur autrichien.
- 1985 :
  - Tomasz Jodłowiec, footballeur polonais.
  - Teddy Purcell, hockeyeur professionnel canadien.
- 1986 :
  - Carlos Bacca, footballeur colombien.
  - Eden Ben Basat (עדן בן בסט), footballeur israélien.
  - João Moutinho, footballeur international portugais.
  - Kirill Nababkine, footballeur russe.
  - Jeff Panacloc (Damien Colcanap dit), ventriloque français, avec sa marionnette Jean-Marc.
- 1987 :
  - Alexandre Bilodeau, skieur canadien.
  - Danielle Frenkel, athlète israélienne.
  - Wiz Khalifa (Cameron Jibril Thomaz dit), rappeur américain.
  - Illya Marchenko, joueur ukrainien de tennis.
  - Marcel Nguyen, gymnaste allemand.
  - Marc-Antoine Pellin, basketteur français.
- 1988 :
  - E. J. Bonilla, acteur américain.
  - Rie Kaneto, nageuse japonaise.
  - Jimmy Roye, footballeur français.
  - Gustav Schäfer, musicien allemand, batteur du groupe Tokio Hotel.
- 1989 :
  - Avicii (Tim Bergling dit), producteur et disc-jockey suédois († 20 avril 2018).
  - Jetse Bol, cycliste néerlandais.
- 1990 :
  - Matt Barkley, joueur américain de football américain.
  - Matthew Dellavedova, basketteur australien.
  - Tokelo Rantie, footballeur sud-africain.
- 1991 : Alexandre Benalla, agent public français.
- 1992 :
  - Temitope Fagbenle, basketteuse britannique.
  - Nino Niederreiter, joueur suisse de hockey sur glace.
- 1994 :
  - Marco Benassi, footballeur italien.
  - Cameron Dallas, vidéaste web américain.
- 1997 : Tessa, rappeuse danoise.
- 2000 : Miles McBride, basketteur américain.

### XXIesiècle
- 2001 : Lennikim, chanteur et acteur canadien.
- 2002 : Gaten Matarazzo, acteur américain.

## Décès

### VIIIesiècle
- 701 : Serge Ier, 84e pape, en fonction de 687 à 701 (° 650).
- 780 : Léon IV le Khazar (Λέων Δ΄), empereur byzantin de 775 à 780 (° 25 janvier 750).

### Xesiècle
- 987 : Albert Ier de Vermandois, aristocrate français (° entre 931 et 934).

### XIesiècle
- 1100 : Clément III (Guibert ou Wibert de Ravenne dit), antipape en fonction de 1080 à 1100 (° vers 1023-1029).

### XIVesiècle
- 1397 : Thomas de Woodstock, comte d'Essex et comte de Buckingham, dernier fils d'Édouard III d'Angleterre (° 7 janvier 1355).

### XVesiècle
- 1425 : Charles III, roi de Navarre de 1387 à 1425 (° 1361).

### XVIesiècle
- 1528 : Robert Hacomblene, prévôt du King's College de Cambridge (° v. 1455).

### XVIIesiècle
- 1613 : Carlo Gesualdo, musicien napolitain (° v. 1560).
- 1637 : Robert Fludd, médecin et rosicrucien anglais (° 17 janvier 1574).
- 1644 : Francis Quarles, poète anglais (° 8 mai 1592).
- 1645 : Francisco de Quevedo y Villegas, écrivain espagnol (° 14 septembre 1580).
- 1646 : Nicolas Faret, homme d'État et homme de lettres français (° v. 1596).
- 1669 : Françoise de Lorraine, aristocrate française (° novembre 1592).
- 1675 : Amélie de Solms-Braunfels, princesse consort et régente des Pays-Bas (° 31 août 1602).
- 1680 : Paul Ragueneau, missionnaire jésuite (° 8 mars 1608).
- 1682 : Juan Caramuel y Lobkowitz, prélat espagnol (° 23 mai 1606).

### XVIIIesiècle
- 1761 : Bernard Forest de Bélidor, ingénieur militaire français (° 1698).
- 1780 : Jeanne-Marie Leprince de Beaumont, écrivain française (° 26 avril 1711).

### XIXesiècle
- 1811 : Peter Simon Pallas, zoologiste et botaniste germano-russe (° 22 septembre 1741).
- 1812 : Charles-André Merda, aristocrate et général français (° 10 janvier 1770).
- 1814 :
  - Marie-Caroline d'Autriche, reine consort des royaumes de Naples et de Sicile (° 13 août 1752).
  - Philibert Chabert, vétérinaire français (° 6 janvier 1737).
- 1815 : Johann Gottlieb Kugelann, entomologiste allemand (° 2 janvier 1753).
- 1817 : Charles Abbot, botaniste et entomologiste britannique (° 24 mars 1761).
- 1851 : Joseph Anselm Feuerbach, philologue et un archéologue allemand (° 9 septembre 1798).
- 1853 : Frédéric Ozanam, historien et essayiste français (° 23 avril 1813).
- 1855 : Jules de Saint-Pol, militaire et général français (° 16 décembre 1810).
- 1857 : Jean François Boissonade de Fontarabie, helléniste français (° 12 août 1774).
- 1862 : Ignacio Zaragoza, militaire mexicain (° 24 mars 1829).
- 1864 : Johannes von Geissel, prélat allemand (° 5 février 1796).
- 1871 :
  - John Edwards Holbrook, zoologiste américain (° 30 décembre 1794).
  - Félix Lambrecht, homme politique français (° 4 avril 1819).
- 1875 : Wladimir de Schœnefeld, botaniste français (° 12 janvier 1816).
- 1877 : Joseph Napoléon Sébastien Sarda Garriga, administrateur colonial français (° 18 décembre 1808).
- 1882 : Joseph Liouville, mathématicien français (° 24 mars 1809).
- 1886 : Maurice Jean Auguste Girard, entomologiste français, (° 13 septembre 1822).
- 1888 : Annie Chapman, seconde victime de Jack l'Éventreur (° septembre 1841).
- 1890 : Léopold Einstein, journaliste allemand, pionnier de l'espéranto (° 1834).
- 1892 :
  - Enrico Cialdini, général et homme politique italien (° 10 août 1811).
  - Henri de Dampierre, général français (° 11 janvier 1823).
  - Louis Lacour, archiviste et bibliothécaire français (° 16 septembre 1832).
- 1894 :
  - Philippe d'Orléans, prince royal français (° 24 août 1838).
  - Hermann von Helmholtz, scientifique allemand (° 31 août 1821).

### XXesiècle
- 1905 : David Howard Harrison, homme politique canadien (° 1er juin 1843).
- 1908 : Chrysologue de Gy, capucin, astronome, cartographe et géologue français (° 8 décembre 1728).
- 1909 : Vere St. Leger Goold, joueur irlandais de tennis (° 2 octobre 1853).
- 1911 : Jan Puzyna de Kosielsko, prélat polonais (° 13 septembre 1842).
- 1915 : Hugo Schiff, chimiste allemand (° 26 avril 1834).
- 1918 : François-Marie de la Croix (Johann Baptist Jordan dit), prêtre catholique allemand, fondateur de la Société du Divin Sauveur (° 16 juin 1848).
- 1921 : Édouard Frain de la Gaulayrie, historien français (° 10 août 1840).
- 1922 : Léon Bonnat, peintre français (° 20 juin 1833).
- 1929 : Amico Bignami, médecin italien (° 15 avril 1862).
- 1933 : Fayçal Ier d'Irak (فيصل الأول), premier roi d'Irak de 1921 à 1933 et roi de Syrie en 1920 (° 20 mai 1885).
- 1935 : Carl Weiss, médecin américain, assassin du sénateur Huey Pierce Long (° 6 décembre 1906).
- 1943 : Julius Fučík, écrivain et journaliste tchécoslovaque (° 23 février 1903).
- 1944 : Jan van Gilse, compositeur et chef d'orchestre néerlandais (° 11 mai 1881).
- 1947 : Victor Horta, architecte belge (° 6 janvier 1861).
- 1949 : Richard Strauss, musicien allemand (° 11 juin 1864).
- 1953 : Johannes Baumann, homme politique suisse (° 27 novembre 1874).
- 1954 : André Derain, peintre français (° 10 juin 1880).
- 1957 : Aristide de Bardonnèche, homme politique français (° 9 février 1886).
- 1959 : Gabrielle Fontan, comédienne française (° 16 avril 1873).
- 1963 : Maurice Wilks, ingénieur anglais en automobile et aéronautique (° 19 août 1904).
- 1965 :
  - Dorothy Dandridge, actrice américaine (° 9 novembre 1922).
  - Hermann Staudinger, chimiste allemand, prix Nobel de chimie en 1953 (° 23 mars 1881).
- 1967 :
  - Donald Ewen Cameron, psychiatre américain d'origine écossaise (° 24 décembre 1901).
  - Kira Kirillovna de Russie, Grande-duchesse de Russie et princesse de Prusse (° 9 mai 1909).
- 1969 :
  - Bud Collyer, acteur américain (° 18 juin 1908).
  - Alexandra David-Néel, orientaliste française (° 24 octobre 1868).
- 1970 :
  - Pedro Cea, joueur de football uruguayen (° 1er septembre 1900).
  - Percy Spencer, inventeur américain (° 9 juillet 1894).
- 1974 : Wolfgang Windgassen, ténor allemand (° 26 juin 1914).
- 1977 : Zero Mostel, acteur américain (° 28 février 1915).
- 1978 :
  - Jean Nicolas, footballeur français (° 9 juin 1913).
  - Leopoldo Torre Nilsson est un réalisateur argentin (° 5 mai 1924).
  - Pancho Vladiguerov (Панчо Хараланов Владигеров), compositeur, pédagogue et pianiste bulgare (° 31 mars 1899).
  - Ricardo Zamora, footballeur espagnol (° 21 janvier 1901).
- 1979 : Jean Seberg, réalisatrice et actrice américaine (° 13 novembre 1938).
- 1980 :
  - Maurice Genevoix, romancier et secrétaire perpétuel de l'Académie française de 1958 à 1974 (° 29 novembre 1890).
  - Willard Frank Libby, chimiste américain, prix Nobel de chimie en 1960 (° 17 décembre 1908).
- 1981 :
  - Nisargadatta Maharaj, guru indien (° mars 1897).
  - Roy Wilkins, homme politique et militant des droits civiques américain (° 30 août 1901).
  - Hideki Yukawa (湯川 秀樹), physicien japonais, prix Nobel de physique en 1949 (° 23 janvier 1907).
- 1982 :
  - Cheikh Abdullah dit le Lion du Cachemire, homme politique indien (° 5 décembre 1905).
  - Adrien Alary, homme politique français (° 9 novembre 1897).
- 1983 : Antonin Magne, cycliste français (° 16 février 1904).
- 1985 :
  - John Franklin Enders, biologiste américain, Prix Nobel de physiologie ou médecine en 1954 (° 10 février 1897).
  - Ana Mendieta, artiste américano-cubaine (° 18 novembre 1948).
- 1989 : Vincent Badie, homme politique français (° 6 juillet 1902).
- 1991 :
  - Brad Davis (Robert Creel Davis dit), acteur américain (° 6 novembre 1949).
  - Alex North (Isadore Soifer dit), compositeur américain (° 4 décembre 1910).
- 1995 : Erich Kunz, baryton autrichien (° 20 mai 1909).
- 1997 :
  - René Bihel, footballeur, puis entraîneur français (° 2 septembre 1916).
  - Sabatino Moscati, archéologue italien (° 24 novembre 1922).
  - Derek Taylor, journaliste britannique (° 7 mai 1932).
- 1999 :
  - Birgit Cullberg, danseuse, chorégraphe et directrice de ballet suédoise (° 3 août 1908).
  - Moondog (Louis Thomas Hardin dit), compositeur et musicien américain (° 26 mai 1916).

### XXIesiècle
- 2001 : William Edwin « Bill » Ricker (en), biologiste canadien (° 11 août 1908).
- 2002 :
  - Lucas Moreira Neves, prélat brésilien (° 16 septembre 1925).
  - Henri Rol-Tanguy, résistant français, compagnon de la Libération (° 12 juin 1908).
  - Marco Siffredi, snowboardeur français (° 22 mai 1979).
- 2003 :
  - Marc Honegger, musicologue français (° 17 mai 1926).
  - Jaclyn Linetsky, actrice canadienne (° 8 janvier 1986).
  - Leni Riefenstahl, cinéaste et photographe allemande (° 22 août 1902).
- 2004 :
  - Raymond Marcellin, homme politique français, plusieurs fois ministre et député, sénateur et maire de Vannes de 1965 à 1977 (° 19 août 1914).
  - Franklin Thomas, dessinateur et animateur américain de la légendaire équipe des « Neuf Sages de Disney » (° 5 septembre 1912).
- 2005 : Noel Cantwell, joueur irlandais de cricket et de football (° 28 février 1932).
- 2006 :
  - Peter Brock, pilote australien (° 26 février 1945).
  - Thomas Judge, homme politique américain (° 12 octobre 1934).
  - Maurice Lenormand, homme politique français (° 15 janvier 1913).
  - Frank Middlemass, acteur britannique (° 28 mai 1919).
- 2007 : Jean-François Bizot, écrivain, journaliste et cinéaste français (° 19 août 1944).
- 2008 :
  - Ralph Plaisted, aventurier américain (° 30 septembre 1927).
  - Hector Zazou, compositeur, musicien et producteur français (° 11 juillet 1948).
- 2009 :
  - Aage Niels Bohr, physicien danois, prix Nobel de physique en 1975 (° 19 juin 1922).
  - Mike Bongiorno, journaliste et présentateur télévisé italo-américain (° 26 mai 1924).
- 2010 :
  - Jenny Alpha, chanteuse et comédienne française (° 22 avril 1910).
  - Richard Jorif, écrivain français (° 1930).
- 2011 :
  - Vo Chi Công, homme politique vietnamien (° 7 juillet 1912).
  - Michel Roy, journaliste et diplomate québécois (° 1929).
- 2012 :
  - Xavier Baronnet, évêque français (° 5 avril 1927).
  - Adolf Bechtold, footballeur allemand (° 20 février 1926).
  - André Kempinaire, homme politique belge (° 26 janvier 1929).
  - Bill Moggridge, designer britannique, spécialisé dans le design industriel et pionnier du design interactif (° 25 juin 1943).
  - Mārtiņš Roze, homme politique letton (° 28 septembre 1964).
  - Allyre Sirois, juge canadien (° 2 août 1923).
  - Thomas Szasz, psychiatre hongrois (° 15 avril 1920).
- 2013 :
  - Léopold Jorédié, leader indépendantiste kanak en Nouvelle-Calédonie (° 1947).
  - Lacey Baldwin Smith, historien et auteur américain (° 3 octobre 1922).
  - Jean Véronis, linguiste, informaticien et blogueur français (° 3 juin 1955).
- 2014 :
  - Roger Auque, journaliste et diplomate français (° 11 janvier 1956).
  - Marvin Barnes, basketteur américain (° 27 juillet 1952).
  - Désiré Carré, footballeur français (° 21 mai 1923).
  - Truett Cathy, homme d'affaires américain (° 14 mars 1921).
  - Norberto Conde, footballeur argentin (° 14 mars 1931).
  - Michel Crespin, metteur en scène et scénographe français (° 18 octobre 1940).
  - Sean O'Haire, catcheur américain, pratiquant le combat libre (° 25 février 1971).
  - Magda Olivero, cantatrice italienne (° 25 mars 1910).
  - Gerald Wilson, musicien américain de jazz (° 4 septembre 1918).
- 2015 :
  - Joaquín Andújar, joueur dominicain de baseball (° 21 décembre 1952).
  - Ferenc Kiss, lutteur hongrois (° 5 janvier 1942).
- 2016 :
  - Hannes Arch, pilote de voltige autrichien (° 22 septembre 1967).
  - Prince Buster, chanteur jamaïcain (° 28 mai 1938).
  - Klaus Katzur, nageur allemand (° 28 août 1943).
  - Martial Ménard, linguiste, lexicographe, éditeur et journaliste français (° 28 novembre 1951).
- 2017 :
  - Pierre Bergé, homme d'affaires français (° 14 novembre 1930).
  - Isabelle Daniels, athlète de sprint américaine (° 31 juillet 1937).
  - Catherine Hardy, athlète de sprint américaine (° 8 février 1930).
  - Blake Heron, acteur américain (° 11 janvier 1982).
  - Jerry Pournelle, politologue, journaliste et écrivain américain de science-fiction et de survivalisme (° 7 août 1933).
  - Karl Ravens, homme politique allemand (° 29 juin 1927).
  - Humberto Rosa, footballeur puis entraîneur italo-argentin (° 8 avril 1932).
  - Ljubiša Samardžić, cinéaste yougoslave puis serbe (° 19 novembre 1936).
  - Jacques Truphémus, peintre français (° 25 octobre 1922).
  - Don Williams, auteur-compositeur-interprète américain de musique country (° 27 mai 1939).
- 2018 : Chelsi Smith, mannequin et actrice américaine (° 23 août 1973).
- 2019 :
  - Dulce García, athlète de lancers du javelot cubaine (° 2 juillet 1965).
  - Kim Seong-hwan, auteur de Manhwa, peintre et illustrateur coréen (° 8 octobre 1932).
  - Ibrahima Kébé, artiste sénégalais (° 2 octobre 1955).
  - Xavier Lameyre, magistrat français (° 16 juin 1956).
  - Camilo Sesto, chanteur compositeur et acteur espagnol (° 16 septembre 1946).
  - Carlos Squeo, footballeur argentin (° 4 juin 1948).
  - Henri de Contenson, archéologue français (° 4 mars 1926).
- 2020 :
  - Jean-Léon Beauvois, psychologue et universitaire français (° 16 août 1943).
  - Joseph Chennoth, prélat catholique indien syro-malabar (° 13 octobre 1943).
- 2021 :
  - Antony Acland, diplomate britannique (° 12 mars 1930).
  - Gérard Farison, footballeur français (° 15 mars 1944).
  - Franco Graziosi, acteur italien (° 10 juillet 1929).
  - Annie Lesur, femme politique et médecin française (° 28 mars 1926).
  - Dietmar Lorenz, judoka est-allemand puis allemand (° 23 septembre 1950).
  - Alexandre Melnik, réalisateur et scénariste soviétique puis russe (° 11 juin 1958).
  - Art Metrano, acteur américain (° 22 septembre 1936).
  - Amobé Mévégué, journaliste culturel et musical franco-africain de télévision.
  - Claude Montmarquette, Olmo.
- 2022 :
  - Élisabeth II, reine du Royaume-Uni de Grande Bretagne, d'Irlande du Nord et du Commonwealth (°21 avril 1926).
  - Eluki Monga Aundu.
- 2024 :
  - Jean-Claude Berejnoï, joueur de rugby à XV français (° 20 avril 1939).
  - David Dumville, médiéviste britannique (° 5 mai 1949).
  - Ana Gervasi, avocate, diplomate et femme politique péruvienne (° 1er décembre 1966).
  - İlkan Karaman, basketteur turc (° 13 mai 1990).
  - Robert Marcy, acteur et metteur en scène français (° 4 juillet 1920).
  - Alexandre Masliakov, présentateur de télévision soviétique puis russe (° 24 novembre 1941).
  - Henny Moan, actrice norvégienne (° 22 février 1936).
  - Peter Renaday, acteur, scénariste et producteur américain (° 9 juin 1935).
  - Friedrich Schorlemmer, théologien protestant allemand (° 16 mai 1944).
  - Yves Simoens, prêtre jésuite belge (° 10 mai 1942).
  - Michel Soufflet, meunier et industriel français (° 28 août 1930).
  - Tie Liu, écrivain et éditeur chinois (° 25 mai 1933).

## Célébrations
- UNESCO : journée internationale de l'alphabétisation[10].
- Andorre : fête nationale et rassemblement devant Notre-Dame de Meritxell[11].
- Casamaccioli (Corse, France, U.E.)  : a Santa di Niolu ou pèlerinage et fête religieuse[12].
- Lyon (France, U.E.) : vœu des échevins de la ville, au cours duquel l'archevêque dit primat des Gaules bénit la ville depuis le balcon de la basilique de Fourvière au son du gros bourdon de la primatiale Saint-Jean, en présence des maire et autres élus.
- Macédoine du Nord : fête de l'indépendance[13] vis-à-vis de la Yougoslavie en 1991.
- Malte : il-Vittorja ou « Notre Dame de la Victoire » commémorant une victoire des Hospitaliers de l'ordre de Saint-Jean de Jérusalem sur l'empire ottoman en 1565.
- Bahaïsme : fête d'‘Izzat ou de « la Puissance », premier jour du 10e mois du calendrier badīʿ.
- Calendrier pataphysique : 1er jour de l'an ou 1er Absolu (« Nativité » d'Alfred Jarry).
- Judaïsme : période de Roch Hachana (comme en 2021 où elle commence le 6 septembre au coucher du soleil pour se terminer ledit 8 également au couchant).
- Christianisme :
  - Nativité de Marie mère de Jésus[14] (ou Natividad de la santa Virgén (…) en hispanophonies), juste neuf mois jour pour jour après son Immaculée Conception fixée au 8 décembre, en ce lendemain de Santa Regina et avant/après la Nativité fixée au 25 décembre pour son fils Jésus ;
  - lectures de Sg. 8, 2-4 ; Is. 11, 1(-9) ; 11, 10 + 16, 5 ; Héb. 8, 7 – 9, 10 et Lc 11, 27-32 ; avec pour mot commun à Sg. (8, 8), Is. (11, 10) et Lc : signes (lectionnaire de Jérusalem).

### Saints chrétiens

#### Saints catholiques et orthodoxes
- Adrien de Nicomédie († vers 306) - ou « Adrianus » -, officier dans les armées impériales, martyr à Nicomédie, en Bithynie, avec son épouse Nathalie, et ses vingt-quatre compagnons, sous Maximien ; date occidentale, fêté le 26 août en Orient[17].
- Corbinien de Freising († 730), évêque en Bavière ; fêté aussi le 20 novembre en Bavière.
- Fauste, Dius et Ammon († v. 311), Prêtres et martyrs en Égypte.
- Sahak 1er († v. 438), évêque arménien.
- Serge Ier, Pape (84e) de 687 à 701

#### Saints et bienheureux catholiques
- Adam Bargielski († 1942), bienheureux prêtre polonais martyr à Dachau.
- Adrien Sainz Sainz († 1936), bienheureux religieux frère des Ecoles chrétiennes espagnol, Martyr de la guerre civile espagnole.
- Antoine de Saint-Bonaventure († 1628), bienheureux prêtre franciscain, martyr à Nagasaki au Japon.
- Beline († 1153), née et morte à Landreville (Aube), martyre de la virginité.
- Boniface Rodriguez Gonzalez († 1936), bienheureux religieux frère des Ecoles chrétiennes espagnol, Martyr de la guerre civile espagnole.
- Dolorès Puig Bonamy († 1936), bienheureuse vierge consacrée espagnole, Martyre de la guerre civile espagnole.
- Dominique Castellet († 1628), bienheureux prêtre franciscain, martyr à Nagasaki au Japon.
- Eusèbe-Alonso Urjurra († 1936), bienheureux religieux frère des Ecoles chrétiennes espagnol, Martyr de la guerre civile espagnole.
- Guillaume de St Thierry († 1149), Moine cistercien français et bienheureux.
- Ismaël Escrihuela Esteve († 1936), bienheureux laïc espagnol, Martyr de la guerre civile espagnole.
- Jean Baptiste Jordan (en religion François-Marie de la Croix) († 1918), religieux allemand bienheureux et fondateur de congrégations religieuses.
- John Norton († 1600), bienheureux laïc anglais et martyr.
- John Talbot († 1600), bienheureux laïc anglais et martyr.
- Josèphe Ruano Garcia († 1936), bienheureuse vierge consacrée espagnole, Martyre de la guerre civile espagnole.
- Ladislas Bladzinski († 1944), bienheureux prêtre polonais martyr.
- Marin Blanes Gimer († 1936), bienheureux laïc espagnol, Martyr de la guerre civile espagnole.
- Pascal Fortuño Almela († 1936), bienheureux prêtre franciscain espagnol, Martyr de la guerre civile espagnole.
- Pierre de Chavanon († v. 1080), Prêtre français.
- Séraphine († 1478), pénitente, clarisse à Pesaro, béatifiée en 1754[18].
- Thomas de Villeneuve († 1555), évêque de Grenade.
- Thomas Palaser († 1600), bienheureux prêtre anglais et martyr.

#### Saints orthodoxes
- Sérapion de Pskov († 1481), Ascète russe.
- Sophrone de Géorgie († 1803), Prêtre.

### Prénoms du jour
Bonne fête aux Adrien ; ses formes masculines : Adrian Adryan, Hadrien ; et féminines : Adrienne, Adriane, Adrianne, Adriana, Adryan(a), Hadriana, Hadrienne.
Et aussi aux :
- Beline et ses variantes : Bélina, Bélinda, Bella et Belle ;
- aux Corbinien,
- Séraphine,
- Vaclav, Waclaw, Wacław[réf. à confirmer] (voir les Venceslas le 28 courant).

## Traditions et superstitions

### Dictons du jour
- « À l’Annonciation, les hirondelles annoncent la belle saison ; à la Nativité, elles nous quittent avec l’été. »
- « À la Bonne-Dame de septembre, bonne femme allume ta lampe. »
- « À la Bonne-Dame de septembre, tout fruit est bon à prendre. »
- « À la Nativité commence la maturité [du raisin]. »
- « À Notre-Dame de septembre, le jour et la nuit couchent ensemble. »
- « Après la Nativité, le regain ne peut plus sécher. »
- « Du premier [septembre] au huit, l'hirondelle fuit. »
- « La Nativité de la Vierge fait fuir les hirondelles. »
- « Le temps de la Nativité dure tout un mois sans varier. »
- « Pour saint-Adrien le froid nous dit : "je suis ici." »

### Astrologie
- Signe du zodiaque : dix-septième jour du signe astrologique de la Vierge.

## Toponymie
- Plusieurs voies, places, sites ou édifices de pays ou provinces francophones contiennent la date du jour dans leur nom sous diverses graphies possibles : voir Huit-Septembre.